# Isochromodes quadriplagiata
Isochromodes quadriplagiata är en fjärilsart som beskrevs av Louis Beethoven Prout 1916. Isochromodes quadriplagiata ingår i släktet Isochromodes och familjen mätare. Inga underarter finns listade i Catalogue of Life.